# Latrodectus mactans
Latrodectus mactans, Nhện góa phụ đen phương Nam, là một loài nhện rất độc thuộc chi Latrodectus. Chúng được biết đến với màu đen và màu đỏ đặc trưng của con cái. Tên gọi của chúng được đặt dựa trên thực tế là con cái thường xuyên ăn người bạn tình của mình sau khi giao phối. Loài này có nguồn gốc Bắc Mỹ, từ Mỹ, Canada và Mexico. Nọc độc hiếm khi gây tử vong cho con người khỏe mạnh, và ít hơn một phần trăm người bị tử vong vì vết cắn..

## Phân loại
Latrodectus mactans được mô tả lần đầu tiên bởi Johan Christian Fabricius vào năm 1775, ông đặt nó vào chi Aranea.
Hiện nay nó được đặt vào họ Theridiidae trong bộr Araneae.
Loài này có quan hệ gần với Latrodectus hesperus (quả phụ đen phương tây) và Latrodectus variolus (quả phụ đen phương bắc). Các thành viên của ba loài này thường bị nhầm lẫn với chi Steatoda. Trước năm 1970, các phân loại hiện nay cho các nhện quả phụ đen Bắc Mỹ được đưa ra bởi, cả ba biến thế được xác định là một loài đơn, L. mactans. 

## Mô tả
Con cái thành dài khoảng 1,5 (38 mm) dài và đường kính 0,25 (6,4 mm). Con cái sáng bóng và màu đen, với một màu đỏ đánh dấu trong hình dạng của chiếc đồng hồ cát ở phía bụng (dưới) bụng rất tròn. Có nhiều sự thay đổi trong kích cỡ con cái, đặc biệt là trong túi mang trứng của con cái. Bụng của một phụ nữ mang trứng có thể có đường kính hơn 0,5 in (1.25 cm). Nhiều con cái có một mảng màu da cam hoặc màu đỏ ngay phía trên spinnerets trên phía trên của bụng.

## Phân loài
- Aranea mactans - Fabricius, 1775
- Meta schuchii - Koch, 1836
- Latrodectus insularis - Dahl, 1902
- Latrodectus insularis lunulifer - Dahl, 1902
- Latrodectus sagittifer - Dahl, 1902
- Latrodectus hahli - Dahl, 1902
- Latrodectus luzonicus - Dahl, 1902
- Latrodectus albomaculatus - Franganillo, 1930
- Latrodectus agoyangyang - Plantilla & Mabalay, 1935
- Latrodectus mactans mexicanus - Gonzalez, 1954